# Peter Goldblatt
Peter Goldblatt, född den 8 oktober 1943 i Johannesburg, är en sydafrikansk-amerikansk botaniker som har specialiserat sig på irisväxter.
1963 började han att studera vid University of the Witwatersrand, där han tog sin kandidatexamen 1966. 1970 blev han filosofie doktor vid universitetet i Kapstaden. Goldblatt är sedan 1978 amerikansk medborgare.
Auktorsnamnet Goldblatt kan användas för Peter Goldblatt i samband med ett vetenskapligt namn inom botaniken; se Wikipediaartiklar som länkar till auktorsnamnet.

## Arter uppkallade efter Peter Goldblatt
- Gladiolus goldblattianus
- Villarsia goldblattiana